# شهرآورد استقلال و پاس
شهرآورد استقلال و پاس یک رویارویی فوتبالی بین دو تیم تهرانی استقلال و پاس بود که از سال ۱۳۴۳ آغاز شد و با انحلال تیم پاس و انتقال امتیاز آن به شهر همدان به پایان رسید. این رویارویی به دلیل قدرتمند بودن و تیم همواره با حساسیت‌های زیاد دنبال می‌شد و در چندین فصل لیگ فوتبال ایران و تهران رقابت بر سر قهرمانی بین این دو تیم بود حواشی فراوانی نیز به همراه داشت.
نخستین بازی دو تیم در چارچوب رقابت‌های قهرمانی باشگاه‌های تهران ۱۳۴۳ بود که با تساوی ۰–۰ به پایان رسید. آخرین دیدار دو تیم نیز بازی هفته سی‌ام و پایانی لیگ برتر ۸۶–۱۳۸۵ بود که آن دیدار نیز با تساوی ۱–۱ دو تیم به پایان رسید. بعد از انتقال امتیاز پاس از تهران به همدان تیم پاس همدان برای مدتی این رویارویی با استقلال را به شکلی دیگر ادامه داد اما با سقوط تیم پاس همدان به دسته‌های پایین‌تر این رویارویی نیز پایان یافت.
دیدار پاس و استقلال به دلیل کم تماشاگر بودن پاس هیچ‌گاه حساسیت رویارویی تاج و شاهین و یا استقلال و پرسپولیس را نیافت و در جامعه ایران دارای اهمیت و حواشی آن بازی‌ها نشد اما به دلیل قدرتمند بودن دو تیم همواره در تعیین قهرمان فوتبال ایران و تهران اهمیت داشت و در بسیاری از فصل‌ها این دو تیم رقیب مستقیم یکدیگر در راه قهرمانی بودند.

## پیشینه

### پاس و تاج: ۵۷–۱۳۴۳

اصغر شرفی و علی جباری کاپیتان‌های پاس و تاج در یکی از بازی‌های این دو تیم در جام تخت جمشید

دیدار جنجالی تاج و پاس در دی ۱۳۴۷ که به دنبال ترک زمین از سوی یاران پاس نیمه‌تمام ماند و در نهایت ۳–۰ به سود تاج اعلام شد.

با تشکیل تیم پاس در سال ۱۳۴۳ در مسابقات نخستین فصل حضور این تیم در مسابقات قهرمانی باشگاه‌های تهران ۱۳۴۳ پاس با تاج روبرو شد. پاس یک تیم نظامی بود و بر اساس اساس‌نامه نوین این باشگاه بازیکنان نظامی موظف بودند در این تیم بازی کنند و بدین ترتیب تعدادی از بهترین بازیکنان تاج همچون حسن حبیبی، محمد رنجبر و حشمت مهاجرانی به پاس پیوستند. این انتقال اجباری بازیکنان از همان ابتدا باعث حساسیت دوچندان دیدارهای دو تیم شد. پاس و تاج در سال‌های نخست رویارویی‌شان حداقل یک بار در طول فصل در مسابقات قهرمانی تهران با یکدیگر رو در رو می‌شدند. در طی این سال‌ها تیم پاس قدرتمندتر ظاهر شد و تعداد برد بیشتری در مقابل تاج کسب کرد و در پایان فصل رتبه بهتری را از آن خود کرد. 
سال ۱۳۴۷ آغاز رقابت‌های حساس و نفس‌گیر دو تیم بود. در زمستان این سال و در جریان مسابقات ۵ جانبه تعیین نماینده ایران در مسابقات باشگاهی قهرمانی آسیا ۱۹۶۹ بازی پاس و تاج به جنجال کشیده شد و یاران پاس در اعتراض یه تصمیم داور مبنی بر مردود شمردن گل‌شان از ادامه دادن بازی خودداری کردند و فدراسیون فوتبال نهایتاً این بازی را ۳–۰ به سود تاج اعلام کرد. در تابستان ۱۳۴۸ دو تیم به فینال مسابقات قهرمانی تهران ۴۸–۱۳۴۷ رسیدند. قهرمان این مسابقات به عنوان نماینده ایران در مسابقات باشگاهی قهرمانی آسیا ۱۹۷۰ حاضر می‌شد و همین امر باعث اهمیت دو چندان این بازی شد. تاج موفق شد با نتیجه ۴–۱ از سد رقیب بگذرد تا علاوه بر قهرمانی به مسابقات آسیایی نیز راه یابد. یک سال بعد و در تابستان ۱۳۴۹ دو تیم یک بار دیگر در فینال و این بار در فینال جام حذفی تهران ۱۳۴۹ به رویارویی با هم پرداختند و این بار پاس موفق شد با نتیجه ۳–۱ از سد حریف بگذرد تا به نوعی انتقام شکست سال قبل را نیز بگیرد. تاج در فصل ۱۳۴۹ یکی از بهترین و رویایی‌ترین دوران‌های خود را داشت و تنها شکستی که در کل فصل داشت همین بازی بود. در زمستان همان سال و در فینال جام منطقه‌ای ایران ۱۳۴۹ که نخستین مسابقات سراسری و تمام باشگاهی ایران نیز بود باز هم دو تیم پاس و تاج با هم رودررو شدند و این بار تاج موفق شد با نتیجه ۲–۱ پاس را مغلوب کند تا قهرمان ایران نیز بشود. سال بعد دو تیم یک بار دیگر در چهارچوب جام منطقه‌ای ایران ۱۳۵۰ با یکدیگر رودررو شدند و این بار یاران پاس موفق شدند در هر دو بازی رفت و برگشت تاج را مغلوب کنند.
از سال ۱۳۵۲ و آغاز رقابت‌های جام تخت جمشید رویارویی‌های بیشتر و مرتب‌تری داشتند و همین امر باعث شد تا اندکی از حساسیت‌های این دیدار کاسته شود. با این وجود بازی‌های دو تیم همواره حساس و مهم بودند و حتی در فصل‌هایی که پاس و یا تاج قهرمان می‌شدند باز هم تیم رقیب موفق به شکست دادن دیگری می‌شد و پاس و تاج هیچگاه حریف آسانی برای یکدیگر نبودند.

### استقلال و پاس: ۷۹–۱۳۵۸
با پیروزی انقلاب مسابقات سراسری فوتبال در ایران تعطیل شدند. تیم‌های تهرانی باز هم به دوران جام باشگاه‌های تهران بازگشتند و در سال ۱۳۵۸ در مسابقات جام شهید اسپندی حاضر شدند.تاج که پس از انقلاب و در فروردین ۱۳۵۸ نامش به اجبار به استقلال تغییر یافته بود نیز در این مسابقات حاضر بود و با پاس روبه‌رو شد. این دیدار را پاس برد تا نخستین بازی این دو تیم بعد از انقلاب به نفع پاس خاتمه یابد. اما بعد از این بازی‌ها تا پایان مسابقات جام باشگاه‌های تهران ۱۳۶۴ پاس در مسابقات حاضر نشد و دو تیم دیگر با یکدیگر رو در رو نشدند. در نیمه دوم دهه ۶۰ نیز تیم پاس هیچ‌گاه در کورس قهرمانی نبود در این مدت هیچگاه نتوانست افتخارات دهه‌های ۴۰ و ۵۰ را تکرار کند. در ۱۳۶۸ اولین دوره مسابقات باشگاهی سراسری بعد از انقلاب تحت عنوان جام قدس برگزار شد اما تیم پاس در این بازی‌ها حاضر نبود.
در ۲۷ بهمن ۱۳۶۸ و در چارچوب هفته پایانی مسابقات جام باشگاه‌های تهران ۱۳۶۸ قرار بود بر طبق برنامه استقلال و پاس در ورزشگاه شیرودی به مصاف یکدیگر بروند. نتیجه این بازی در تعیین قهرمان آن فصل بسیار مؤثر بود و هواداران استقلال از تهران و سراسر ایران برای دیدن بازی به ورزشگاه آمدند. بارندگی شدید باران در روز قبل از برگزاری بازی باعث می‌شود زمین ورزشگاه برای مسابقه مناسب نباشد و هیئت فوتبال تهران این بازی را لغو کرد اما عدم برگزاری بازی بسیار دیر در رسانه‌های عمومی اعلام شد و این در حالی بود که از ساعت‌ها قبل هواداران فراوانی در اطراف ورزشگاه جمع شده بودند. خبر لغو این بازی با واکنش گسترده و خشمگینانه هواداران استقلال روبه‌رو شد و آن‌ها شعارهای سیاسی همچون مرگ بر جمهوری اسلامی سر دادند. حوادث این بازی تاثیرات گسترده‌ای بر فوتبال ایران و به خصوص استقلال داشت؛ استقلال دیگر هیچگاه در شیرودی بازی نکرد، فضای فوتبال امنیتی‌تر شد و علی آقامحمدی به عنوان مدیرعامل جدید استقلال برگزیده شد.
در بهمن ۱۳۶۹ و در مرحله نیمه‌نهایی مسابقات جام حذفی ایران ۱۳۶۹ دو تیم برای نخستین بار در جام حذفی با هم روبه‌رو شدند. بازی دو تیم بعد از وقت‌های قانونی و اضافه به تساوی بدون گل رسید تا در ضربات پنالتی استقلال پاس را کنار بزند و به فینال جام حذفی ایران راه یابد.
با آغاز دهه ۱۳۷۰ مسابقات باشگاهی ایران مجدداً و این بار تحت عنوان جام آزادگان برگزار شد. پاس این بار با تمام قوا در این بازی‌ها حاضر بود. استقلال در تابستان ۱۳۷۰ جام باشگاه‌های آسیا ۹۱–۱۹۹۰ را برای دومین بار فتح کرده بود و در فصل ۷۱–۱۳۷۰ یکی از بهترین تیم‌های تاریخش را داشت و نیم فصل نخست را با نتایج موفقی به اتمام رسانده بود اما در نیم فصل دوم این تیم نتایج ضعیفی گرفت و یک شکست سنگین ۴–۲ برابر پاس سرآغاز نزول این تیم بود و استقلال در چند بازی پیاپی یا شکست خورد یا مساوی کرد و بدین ترتیب پاس عنوان قهرمانی ایران را از آن خود کرد و در ادامه موفق شد به عنوان نماینده ایران قهرمان جام باشگاه‌های آسیا ۹۳–۱۹۹۲ نیز شد تا در کنار استقلال تبدیل به تنها تیم ایرانی دارای عنوان قهرمانی در جام باشگاه‌های آسیا شود.
در ادامه دهه ۱۳۷۰ و به دنبال برگزاری جام آزادگان این دو تیم رویارویی‌های منظمی داشتند و یک بار در جام آزادگان ۷۷–۱۳۷۶ این دو تیم مدعیان اصلی قهرمانی بودند و سرانجام استقلال موفق شد عنوان قهرمانی ایران را از آن خود کند. هر دو بازی این دو تیم در این فصل با نتیجه مساوی پایان یافت. در جام حذفی ۷۸–۱۳۷۷ دو تیم باز هم در مرحله نیمه‌نهایی با یکدیگر روبه‌رو شدند و استقلال با پیروزی در این بازی به دیدار فینال جام حذفی ۱۳۷۸ راه یافت. جام آزادگان ۸۰–۱۳۷۹ که آخرین فصل برگزاری این بازی‌ها پیش از آغاز لیگ برتر فوتبال ایران بود که با قهرمانی استقلال پایان یافت تا دو تیم در قهرمانی در جام آزادگان در عدد ۲ مساوی شوند. آخرین بازی دو تیم در این جام هم رویارویی استقلال و پاس بود و استقلال در حالی که عنوان قهرمانی را از آن خود کرده بود در دیداری جنجالی که سه اخراجی به همراه داشت مغلوب پاس شد.

### دوران لیگ برتر: ۸۶–۱۳۸۰

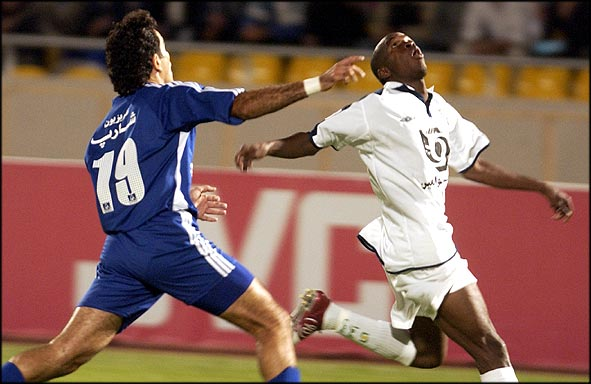
نمایی از رویارویی پاس و استقلال در لیگ برتر ۸۴–۱۳۸۳

از پاییز ۱۳۸۰ نخستین دوره لیگ حرفه‌ای فوتبال ایران شروع به کار کرد و دو تیم در نیمه نخست دهه ۱۳۸۰ رویارویی‌های پرحاشیه‌ای داشتند و در سومین و پنجمین دوره این رقابت‌ها رویارویی استقلال و پاس به اوج خودش رسید. در لیگ برتر ۸۳–۱۳۸۲ دو تیم استقلال و پاس تا هفته‌های پایانی بر سر عنوان قهرمانی رقابت داشتند. استقلال در هفته ماقبل آخر با تیم همنام یعنی استقلال اهواز بازی داشت، ناصر حجازی مربی سابق استقلال نیز مربی این تیم اهوازی بود. مجموع این عوامل باعث شدند یا بازیکنان و مربیان پاس در رسانه‌ها و مطبوعات استقلال را متهم به تبانی بکنند. استقلال در نهایت آن بازی را با نتیجه ۲–۱ واگذار کرد و پاس در همان هفته در اصفهان تیم قدرتمند سپاهان را با نتیجه عجیب ۴–۳ مغلوب کرد. هفته آخر پاس با نتیجه ۵–۰ استقلال اهواز را مغلوب کرد. این بازی در ورزشگاه شهید دستگردی برگزار شد و مدیرعامل وقت تیم استقلال اهواز شرایط ورزشگاه را به جهنم تشبیه کرد. مدیران تیم پاس برای پر کردن سکوهای ورزشگاه سربازان نیروی انتظامی را به ورزشگاه آورده بودند و احتمالاً برای اولین و آخرین بار در تاریخ باشگاه پاس این تیم در ورزشگاهی پر از تماشاگر به میدان رفت. بدین ترتیب پاس در آخرین هفته لیگ توانست عنوان قهرمانی را از آن خود کند. فصل بعد استقلال در هر دو بازی رفت و برگشت پاس را مغلوب کرد اما هیچ یک از دو تیم موفق به کسب عنوان قهرمانی نشدند.
لیگ برتر ۸۵–۱۳۸۴ یک بار دیگر شاهد رقابت استقلال و پاس بر سر قهرمانی بود و این بار مصطفی دنیزلی مربی پاس که بر سر دریافت حقوقش با مدیران پاس به مشکل برخورده بود تیمش را در سفر به اصفهان همراهی نکرد تا پاس مغلوب ذوب آهن شود و استقلال در نهایت با یک امتیاز اختلاف عنوان قهرمانی را از آن خود کند. لیگ برتر ۸۶–۱۳۸۵ آخرین فصل حضور پاس تهران در فوتبال ایران بود، در این فصل این تیم نتایج خوبی کسب نکرد و به عنوان نازل یازدهمی رسید. مدیران پاس اعلام کردند به دلیل هزینه‌های زیاد تیم‌داری توان ادامه مدیریت پاس و حضور این تیم در شهر تهران را ندارند و این تیم را به همدان منتقل کردند. بدین ترتیب آخرین رویارویی دو تیم در هفته سی‌ام و پایانی لیگ برتر ۸۶–۱۳۸۵ بود که با نتیجه مساوی به پایان رسید. این آخرین بازی تاریخ باشگاه فوتبال پاس تهران نیز بود و مصطفی چترآبگون آخرین گل تاریخ این باشگاه را به ثمر رساند.

### انتقال پاس به همدان ۹۰–۱۳۸۶
تیم پاس در همدان حضور چندان موفقیت آمیزی نداشت و تنها چهار فصل در لیگ برتر دوام آورد و در پایان لیگ برتر ۹۰–۱۳۸۹ به رتبه شانزدهمی رسید و به دسته پایین‌تر یعنی لیگ آزادگان سقوط کرد. در این مدت بازی‌های پاس همدان و استقلال بدون حساسیت خاصی دنبال شد و برتری با تیم استقلال بود. تا به امروز آخرین بازی دو تیم یک دیدار دوستانه در تابستان ۱۳۹۵ بود که با پیروزی پاس همدان به پایان رسید.

## بازی‌ها
| رنگ | نتیجه       |
| --- | ----------- |
|     | برد استقلال |
|     | برد پاس     |
|     | تساوی       |

| #  | تاریخ            | ورزشگاه    | استقلال–پاس   | تاج/استقلال | پاس | مسابقات                     |
| -- | ---------------- | ---------- | ------------- | --- | --- | --------------------------- |
| ۱  | ۲۵ اردیبهشت ۱۳۴۳ | شهباز      | ۰–۰           | – | – | جام باشگاه‌های تهران ۱۳۴۳    |
| ۲  | ۳۰ مهر ۱۳۴۴      | شهباز      | ۱–۰           | شرکا '۷۷ (پنالتی) | – | جام باشگاه‌های تهران ۱۳۴۴    |
| ۳  | ۲۳ اردیبهشت ۱۳۴۵ | امجدیه     | ۰–۱           | – | بایگان '۸۷ | جام باشگاه‌های تهران ۴۵–۱۳۴۴ |
| ۴  | ۲۲ مرداد ۱۳۴۶    | امجدیه     | ۱–۲           | جابری‌زاده '۴۰ | مناجاتی '۱، '۴۶ | جام باشگاه‌های تهران ۱۳۴۶    |
| ۵  | ۱۳ دی ۱۳۴۷       | امجدیه     | ۰ (۳)–(۰) ۰   | بازیکنان تیم پاس در دقیقه ۴۰ بازی و در اعتراض به مردود شدن گلشان توسط داور از ادامه بازی انصراف دادند و بازی سه بر صفر به سود تاج تهران اعلام شد | بازیکنان تیم پاس در دقیقه ۴۰ بازی و در اعتراض به مردود شدن گلشان توسط داور از ادامه بازی انصراف دادند و بازی سه بر صفر به سود تاج تهران اعلام شد | انتخابی باشگاه‌های آسیا ۱۳۴۷ |
| ۶  | ۲۶ اردیبهشت ۱۳۴۸ | امجدیه     | ۱–۲           | قلیچ‌خانی | میرزاحسن (۲) | دیدار دوستانه               |
| ۷  | ۱۲ شهریور ۱۳۴۸   | امجدیه     | ۴–۱           | فرزامی - مصطفوی - جباری - افتخاری | یاوری (پنالتی) | جام باشگاه‌های تهران ۴۸–۱۳۴۷ |
| ۸  | ۱ اسفند ۱۳۴۸     | امجدیه     | ۰–۰           | – | – | جام باشگاه‌های تهران ۱۳۴۸    |
| ۹  | ۱۶ مرداد ۱۳۴۹    | امجدیه     | ۱–۳           | مظلومی | حلوایی - یاوری (پنالتی) - شرفی | جام حذفی تهران ۱۳۴۹         |
| ۱۰ | ۲ بهمن ۱۳۴۹      | امجدیه     | ۲–۱           | مظلومی - کارگرجم | شرفی | جام منطقه‌ای ایران ۱۳۴۹      |
| ۱۱ | ۱۰ اردیبهشت ۱۳۵۰ | امجدیه     | ۱–۱           | مژدهی | یاوری (پنالتی) | جام باشگاه‌های تهران ۵۰–۱۳۴۹ |
| ۱۲ | ۱۴ مهر ۱۳۵۱      | امجدیه     | ۳–۲           | عادلخانی - مژدهی (۲) | نصیری - مناجاتی | تورنمنت دوستی تهران         |
| ۱۳ | ۱۲ آبان ۱۳۵۰     | امجدیه     | ۰–۱           | – | شرفی | جام منطقه‌ای ایران ۱۳۵۰      |
| ۱۴ | ۲۳ اسفند ۱۳۵۰    | امجدیه     | ۰–۳           | – | میرزاحسن (۲) - مالکیان | جام منطقه‌ای ایران ۱۳۵۰      |
| ۱۵ | ۱۵ دی ۱۳۵۱       | امجدیه     | ۱–۱           | مژدهی | صادقی | جام باشگاه‌های تهران ۱۳۵۱    |
| ۱۶ | ۵ مرداد ۱۳۵۲     | امجدیه     | ۰–۰           | – | – | جام تخت جمشید ۱۳۵۲          |
| ۱۷ | ۴ آذر ۱۳۵۲       | امجدیه     | ۱–۱           | مژدهی | میرزاحسن | جام تخت جمشید ۱۳۵۲          |
| ۱۸ | ۲۰ خرداد ۱۳۵۲    | امجدیه     | ۰–۰           | – | – | جام اتحاد تهران             |
| ۱۹ | ۲۶ اردیبهشت ۱۳۵۳ | امجدیه     | ۱–۰           | مظلومی | – | جام تخت جمشید ۱۳۵۳          |
| ۲۰ | ۸ آذر ۱۳۵۳       | امجدیه     | ۱–۲           | مظلومی | شرفی - صادقی | جام تخت جمشید ۱۳۵۳          |
| ۲۱ | ۷ فروردین ۱۳۵۴   | امجدیه     | ۲–۱           | مظلومی - نوربخش (گل به خودی) | دینورزاده | جام تخت جمشید ۱۳۵۴          |
| ۲۲ | ۳۰ شهریور ۱۳۵۴   | امجدیه     | ۲–۰           | روشن - مظلومی | – | جام تخت جمشید ۱۳۵۴          |
| ۲۳ | ۱۹ اردیبهشت ۱۳۵۵ | امجدیه     | ۰–۰           | – | – | جام تخت جشید ۱۳۵۵           |
| ۲۴ | ۷ آبان ۱۳۵۵      | امجدیه     | ۰–۱           | – | فرکی | جام تخت جشید ۱۳۵۵           |
| ۲۵ | ۲۷ اسفند ۱۳۵۵    | امجدیه     | ۰–۱           | – | فرکی | جام تخت جمشید ۱۳۵۶          |
| ۲۶ | ۲۵ شهریور ۱۳۵۶   | امجدیه     | ۴–۲           | روشن (۲) - مسلمی نراقی | شریفی - آقابیک | جام تخت جمشید ۱۳۵۶          |
| ۲۷ | ۱۸ تیر ۱۳۵۷      | امجدیه     | ۰–۰           | – | – | جام تخت جمشید ۱۳۵۷          |
| ۲۸ | ۱۸ خرداد ۱۳۵۸    | امجدیه     | ۱–۲           | بیانی | عزتی - فریبا | جام شهید اسپندی             |
| ۲۹ | ۲۸ خرداد ۱۳۶۵    | شیرودی     | ۲–۰           | مظلومی (۲) | – | جام باشگاه‌های تهران ۱۳۶۵    |
| ۳۰ | ۱۴ شهریور ۱۳۶۵   | شیرودی     | ۲–۲           | طاهری - پدرام ملکیان | داناپور - مناجاتی | دیدار دوستانه               |
| ۳۱ | ۲۲ مهر ۱۳۶۵      | شیرودی     | ۰–۰           | – | – | جام هفته جنگ تحمیلی         |
| ۳۲ | ۲۰ مرداد ۱۳۶۶    | شیرودی     | ۱–۰           | مظلومی | – | جام باشگاه‌های تهران ۱۳۶۶    |
| ۳۳ | ۲۵ شهریور ۱۳۶۷   | شیرودی     | ۰–۰           | – | – | جام باشگاه‌های تهران ۱۳۶۷    |
| ۳۴ | ۴ اسفند ۱۳۶۸     | آزادی      | ۱–۳           | مرفاوی | مدیرروستا - امری | جام باشگاه‌های تهران ۱۳۶۸    |
| ۳۵ | ۲۹ آذر ۱۳۶۹      | آزادی      | ۰–۰           | – | – | جام باشگاه‌های تهران ۱۳۶۹    |
| ۳۶ | ۱۹ بهمن ۱۳۶۹     | آزادی      | ۰ (۳) – (۰) ۰ | ضربات پنالتی : فنونی‌زاده - ورمزیار - قلعه‌نویی | – | جام حذفی ایران ۱۳۶۹         |
| ۳۷ | ۷ تیر ۱۳۷۰       | آزادی      | ۰–۰           | – | – | لیگ آزادگان ۱۳۷۰            |
| ۳۸ | ۱۲ مهر ۱۳۷۰      | آزادی      | ۰–۰           | – | – | جام باشگاه‌های تهران ۱۳۷۰    |
| ۳۹ | ۲۸ فروردین ۱۳۷۱  | آزادی      | ۲–۴           | فنونی‌زاده - حسن‌زاده | مدیرروستا - استیلی (۲) رضایی‌منش | لیگ آزادگان ۱۳۷۰            |
| ۴۰ | ۳۰ بهمن ۱۳۷۱     | آزادی      | ۰–۱           | | یوسفی | سوپر جام تهران ۱۳۷۱         |
| ۴۱ | ۵ آذر ۱۳۷۱       | آزادی      | ۳–۱           | فرتوت - حردانی - تهامی | سلامات | جام جشنواره بسیج            |
| ۴۲ | ۲۳ اردیبهشت ۱۳۷۳ | آزادی      | ۱–۱           | سرخاب | مدیرروستا | سوپر جام تهران ۱۳۷۳         |
| ۴۳ | ۲۴ مهر ۱۳۷۴      | آزادی      | ۲–۱           | منصوریان - ورمزیار | سهرابی | لیگ آزادگان ۱۳۷۴            |
| ۴۴ | ۴ آبان ۱۳۷۴      | آزادی      | ۱–۰           | اکبریان | | لیگ آزادگان ۱۳۷۴            |
| ۴۵ | ۱۳ مرداد ۱۳۷۵    | آزادی      | ۲–۲           | اختر | غنی‌زاده - موسوی | لیگ آزادگان ۱۳۷۵            |
| ۴۶ | ۱۰ اسفند ۱۳۷۵    | آزادی      | ۱–۲           | اکبریان | راستی - حیدری | لیگ آزادگان ۱۳۷۵            |
| ۴۷ | ۱ مهر ۱۳۷۶       | آزادی      | ۰–۰           | – | – | لیگ آزادگان ۱۳۷۶            |
| ۴۸ | ۳۰ تیر ۱۳۷۷      | آزادی      | ۱–۱           | حجازی | هاشمیان | لیگ آزادگان ۱۳۷۶            |
| ۴۹ | ۳ مهر ۱۳۷۷       | آزادی      | ۱–۱           | موسوی | خطیبی | لیگ آزادگان ۷۸–۱۳۷۷         |
| ۵۰ | ۱۶ بهمن ۱۳۷۷     | آزادی      | ۱–۱           | دین‌محمدی | خطیبی | لیگ آزادگان ۷۸–۱۳۷۷         |
| ۵۱ | ۱۱ تیر ۱۳۷۸      | آزادی      | ۱–۰           | ملکیان | – | جام حذفی ایران ۷۸–۱۳۷۷      |
| ۵۲ | ۸ مرداد ۱۳۷۸     | المپیک     | ۴–۲           | محمودی - مجیدی صاحب‌جمعی - نوازی | خطیبی | جام چهارجانبه کیش           |
| ۵۳ | ۷ آبان ۱۳۷۸      | آزادی      | ۱–۱           | اکبرپور | محمدوند | لیگ آزادگان ۷۹–۱۳۷۸         |
| ۵۴ | ۱۶ اردیبهشت ۱۳۷۹ | آزادی      | ۳–۰           | لطیفی - داداش‌زاده فکری | – | لیگ آزادگان ۷۹–۱۳۷۸         |
| ۵۵ | ۴ دی ۱۳۷۹        | آزادی      | ۱–۱           | واحدی‌نیکبخت | خطیبی | لیگ آزادگان ۸۰–۱۳۷۹         |
| ۵۶ | ۳۰ فروردین ۱۳۸۰  | تختی مشهد  | ۱–۲           | فکری | یوسفی - خطیبی | لیگ آزادگان ۸۰–۱۳۷۹         |
| ۵۷ | ۲۸ آبان ۱۳۸۰     | آزادی      | ۱–۳           | موسوی | آقایی - عزیزی - خطیبی | لیگ برتر ۸۱–۱۳۸۰            |
| ۵۸ | ۲۱ دی ۱۳۸۰       | آزادی      | ۴–۲           | مومن‌زاده - دین‌محمدی نوازی - خذیراوی | نکونام - ربیع‌خواه | جام حذفی ایران ۸۱–۱۳۸۰      |
| ۵۹ | ۲۰ اسفند ۱۳۸۰    | آزادی      | ۱–۲           | دین‌محمدی | بیاتی‌نیا - خطیبی | لیگ برتر ۸۱–۱۳۸۰            |
| ۶۰ | ۲۸ مرداد ۱۳۸۰    | المپیک     | ۳–۱           | هاشمی‌زاده - موسوی اکبرپور | گروسی | جام چهارجانبه کیش           |
| ۶۱ | ۲۵ مهر ۱۳۸۱      | تختی تهران | ۳–۱           | واحدی‌نیکبخت - سامره فاطمی | خطیبی | لیگ برتر ۸۲–۱۳۸۱            |
| ۶۲ | ۲۳ بهمن ۱۳۸۱     | تختی تهران | ۱–۱           | سامره | نکونام | لیگ برتر ۸۲–۱۳۸۱            |
| ۶۳ | ۶ شهریور ۱۳۸۲    | آزادی      | ۲–۲           | واحدی‌نیکبخت - اکبری | بیاتی‌نیا - نکونام | لیگ برتر ۸۳–۱۳۸۲            |
| ۶۴ | ۲۸ آذر ۱۳۸۲      | آزادی      | ۰–۱           | – | عزیزی | لیگ برتر ۸۳–۱۳۸۲            |
| ۶۵ | ۱۳ شهریور ۱۳۸۳   | آزادی      | ۰–۰           | – | – | جام صلح و دوستی             |
| ۶۶ | ۲۶ مهر ۱۳۸۳      | آزادی      | ۲–۱           | سامره (۲) | برهانی | لیگ برتر ۸۴–۱۳۸۳            |
| ۶۷ | ۲۸ بهمن ۱۳۸۳     | آزادی      | ۲–۱           | برهانی | – | لیگ برتر ۸۴–۱۳۸۳            |
| ۶۸ | ۳۱ مرداد ۱۳۸۴    | آزادی      | ۱–۰           | اکبرپور | – | جام صلح و دوستی             |
| ۶۹ | ۱۶ شهریور ۱۳۸۴   | آزادی      | ۰–۱           | – | شیرزاد | لیگ برتر ۸۵–۱۳۸۴            |
| ۷۰ | ۱۶ دی ۱۳۸۴       | آزادی      | ۰–۰           | – | – | لیگ برتر ۸۵–۱۳۸۴            |
| ۷۱ | ۱۵ دی ۱۳۸۵       | آزادی      | ۲–۱           | هاشمی‌زاده - قربانی | آقایی | لیگ برتر ۸۶–۱۳۸۵            |
| ۷۲ | ۷ خرداد ۱۳۸۶     | آزادی      | ۱–۱           | جائلسون داسیلوا | چترآبگون | لیگ برتر ۸۶–۱۳۸۵            |

### استقلال و پاس همدان
| #  | تاریخ            | ورزشگاه  | استقلال–پاس | استقلال                     | پاس همدان            | مسابقات                |
| -- | ---------------- | -------- | ----------- | --------------------------- | -------------------- | ---------------------- |
| ۷۳ | ۹ آذر ۱۳۸۶       | آزادی    | ۰–۱         | –                           | امیر آبوچا           | لیگ برتر ۸۷–۱۳۸۶       |
| ۷۴ | ۲۲ اردیبهشت ۱۳۸۷ | قدس      | ۱–۱         | روانخواه                    | نامداری (گل به خودی) | لیگ برتر ۸۷–۱۳۸۶       |
| ۷۵ | ۳۰ مهر ۱۳۸۷      | قدس      | ۴–۲         | برهانی                      | –                    | لیگ برتر ۸۸–۱۳۸۷       |
| ۷۶ | ۴ اسفند ۱۳۸۷     | آزادی    | ۱–۰         | اکبرپور                     | –                    | لیگ برتر ۸۸–۱۳۸۷       |
| ۷۷ | ۲۵ مهر ۱۳۸۸      | قدس      | ۰–۰         | –                           | –                    | لیگ برتر ۸۹–۱۳۸۸       |
| ۷۸ | ۲۴ اسفند ۱۳۸۸    | آزادی    | ۱–۰         | مجیدی                       | –                    | لیگ برتر ۸۹–۱۳۸۸       |
| ۷۹ | ۲۷ مهر ۱۳۸۹      | مفتح     | ۴–۱         | جباری(۲) - عمران‌زاده منتظری | منتظری (گل به خودی)  | جام حذفی ایران ۸۹–۱۳۸۸ |
| ۸۰ | ۱۲ آذر ۱۳۸۹      | آزادی    | ۳–۲         | شریفات - برهانی (۲)         | کاظمی - شاه‌علیدوست   | لیگ برتر ۹۰–۱۳۸۹       |
| ۸۱ | ۳۰ اردیبهشت ۱۳۹۰ | مفتح     | ۲–۰         | برهانی - مجیدی              | –                    | لیگ برتر ۹۰–۱۳۸۹       |
| ۸۲ | ۳۰ مرداد ۱۳۹۵    | شماره دو | ۰–۱         | –                           | شهرام کوثری          | دیدار دوستانه          |

منبع

## آمار

### نتایج
| #     | عنوان مسابقات               | بازی | برد استقلال | تساوی | برد پاس |
| ----- | --------------------------- | ---- | ----------- | ----- | ------- |
| ۱     | لیگ برتر                    | ۱۲   | ۴           | ۴     | ۴       |
| ۲     | باشگاههای تهران             | ۱۴   | ۴           | ۷     | ۳       |
| ۳     | لیگ آزادگان                 | ۱۴   | ۳           | ۸     | ۳       |
| ۴     | جام تخت جمشید               | ۱۱   | ۴           | ۴     | ۳       |
| ۵     | جام حذفی ایران              | ۳    | ۲           | ۱     | ۰       |
| ۶     | لیگ منطقه‌ای                 | ۳    | ۱           | ۰     | ۲       |
| ۷     | سوپر جام تهران              | ۲    | ۰           | ۱     | ۱       |
| ۸     | جام حذفی تهران              | ۱    | ۰           | ۰     | ۱       |
| ۹     | معرفی نماینده ایران به آسیا | ۱    | ۱           | ۰     | ۰       |
| ۱۰    | مسابقات رسمی                | ۶۱   | ۱۹          | ۲۵    | ۱۷      |
| ۱۱    | بازی دوستانه                | ۱۱   | ۵           | ۴     | ۲       |
| مجموع | مجموع                       | ۷۲   | ۲۴          | ۲۹    | ۱۹      |

### افتخارات
| مسابقات | مسابقات                  | قهرمانی استقلال | قهرمانی پاس |
| ------- | ------------------------ | --------------- | ----------- |
| استانی  | جام باشگاه های تهران     | ۱۳              | ۱           |
| استانی  | جام حذفی تهران           | ۴               | ۳           |
| استانی  | سوپرجام تهران            | ۱               | ۰           |
| کشوری   | لیگ برتر ایران           | ۹               | ۵           |
| کشوری   | جام حذفی ایران           | ۸               | ۰           |
| کشوری   | سوپر جام ایران           | ۱               | ۰           |
| کشوری   | جام قهرمانی فوتبال ایران | ١               | ٣           |
| قاره‌ای  | لیگ قهرمانان آسیا        | ۲               | ۱           |
| مجموع   | مجموع                    | ۳۹              | ۱٣          |

## نکات آماری
تیم استقلال در ۵۵ بازی موفق به گلزنی شده است و در ۲۷ بازی در گلزنی موفق نبوده است
تیم پاس در ۵۴ بازی موفق به گلزنی شده است و در ۲۸ بازی در گلزنی موفق نبوده است
تیم استقلال در ۲۸ بازی گل نخورده و موفق به ثبت کلین شیت شده است
تیم پاس در ۲۷ بازی گل نخورده و موفق به ثبت کلین شیت شده است
از ۲۴ بازی که استقلال برنده از زمین خارج شده است تیم پاس در ۱۲ بازی موفق به گلزنی نشده است
از ۱۹ بازی که پاس برنده از زمین خارج شده است تیم استقلال در ۸ بازی موفق به گلزنی نشده است

## بهترین گلزنان

### گلزنان استقلال
۶ گل : ( ۱ بازیکن )
غلامحسین مظلومی
۴ گل : ( ۴ بازیکن )
مجتبی جباری -- آرش برهانی -- علی سامره -- مسعود مژدهی
۳ گل : ( ۳ بازیکن )
سیروس دین‌محمدی -- علی موسوی -- حسن روشن
۲ گل : ( ۸ بازیکن )
فرهاد مجیدی -- سیاوش اکبرپور -- علیرضا واحدی‌نیکبخت -- علیرضا اکبرپور -- محمود فکری -- علی اکبریان -- ادموند اختر -- پرویز مظلومی

### گلزنان پاس
۵ گل : ( ۱ بازیکن )
رسول خطیبی
۴ گل : ( ۳ بازیکن )
حسین خطیبی -- اصغر مدیرروستا – اصغر شرفی
۳ گل : ( ۴ بازیکن )
جواد نکونام -- پرویز میرزاحسن -- محمود یاوری -- مهدی مناجاتی
۲ گل : ( ۷ بازیکن )
آرش برهانی -- خداداد عزیزی -- محسن بیاتی‌نیا -- عباس آقایی -- حمید استیلی -- حسین فرکی -- مهدی مناجاتی

بازیکنانی که در این بازیها در یک بازی دو گل زده‌اند (دبل)
مجتبی جباری (دو بار) – علی سامره – مسعود مژدهی -- حسن روشن -- آرش برهانی -- ادموند اختر (استقلال)
جمید استیلی -- اصغر مدیرروستا -- پرویز میرزاحسن (دو بار) -- حسین خطیبی -- مهدی مناجاتی (پاس)
آرش برهانی و علی موسوی دو بازیکنی هستند که با پیراهن هر دو تیم موفق به گلزنی شده‌اند.
برهانی چهار گل با پیراهن استقلال و دو گل با پیراهن پاس زده است و موسوی سه گل با پیراهن استقلال و یک گل با پیراهن پاس
در این بازیها کلا دو گل توسط بازیکنان خارجی دو تیم به ثمر رسیده است گل تیم استقلال توسط جائلسون داسیلوا و گل تیم پاس توسط امیر اوباچا به ثمر رسیده است